# Theodor Windisch
Theodor Windisch (* 6. März 1880 in Friedberg; † 23. Juli 1932 in Gießen) war ein deutscher Politiker (DDP) und Abgeordneter des Landtags des Volksstaates Hessen in der Weimarer Republik.

## Familie und Beruf
Theodor Windisch, der evangelischer Konfession war, war der Sohn des Bäckermeisters Johann Georg Windisch und dessen Frau Bertha Elisabetha geborene Jung. Er heiratete Berta, geborene Schlenke. 
Theodor Windisch studierte ab 1899 Rechtswissenschaften in Gießen und wurde nach dem Abschluss des Studiums 1905 zur Rechtsanwaltschaft am Amtsgericht Nidda zugelassen. 1906 wechselte er als Anwalt an das Amtsgericht Hoechst im Odenwald und dann an das Amtsgericht Michelstadt. 1919 wurde er Syndikus in Gummersbach. 

## Politik
Theodor Windisch war 1919 Landtagsabgeordneter. Sein Nachfolger war Philipp Feldmann.